# Technischer Zeichner

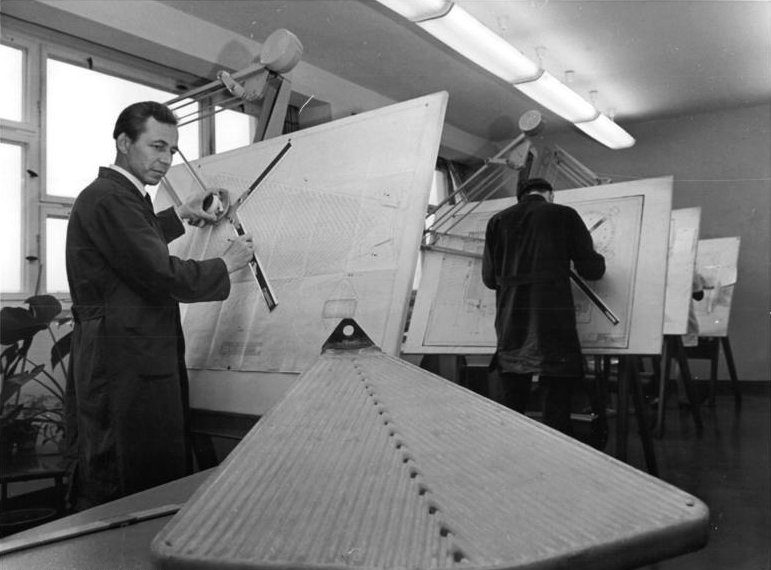
Technische Zeichner (1967)

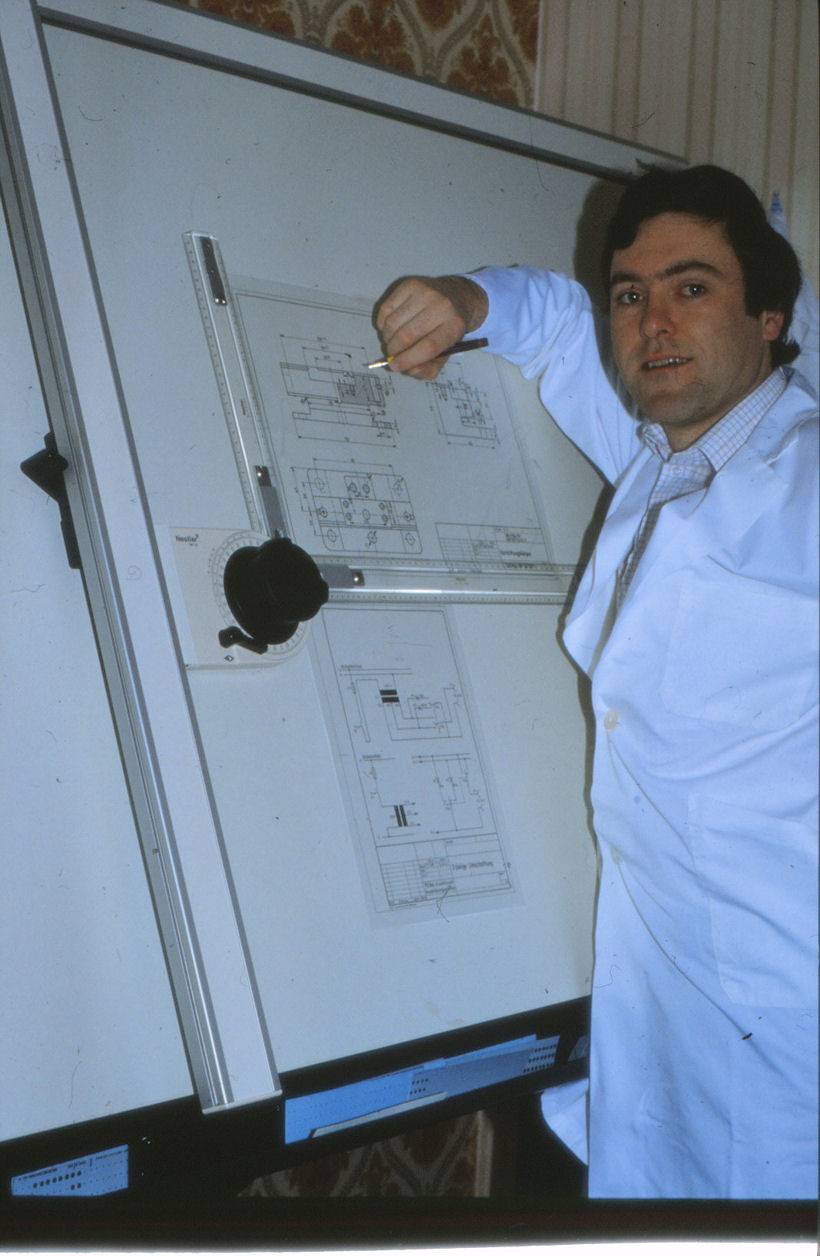
Technischer Zeichner im Jahr 1980 am Zeichenbrett mit Zeichenmaschine

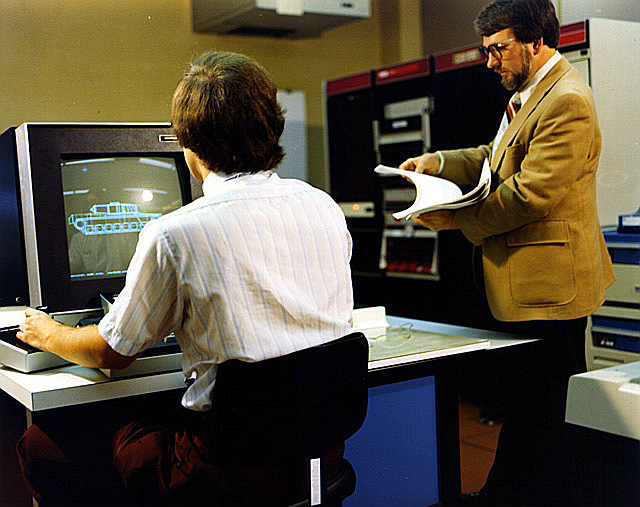
Technischer Zeichner am CAD, ebenfalls im Jahr 1980

Technischer Zeichner ist eine Berufsbezeichnung und die Bezeichnung für einen Lehrberuf in Österreich. Er darf nicht mit dem Beruf des Bauzeichners verwechselt werden. In Deutschland existierte der Ausbildungsberuf bis 30. Juli 2011. Seit 1. August 2011 ersetzen die Ausbildungsberufe Technischer Systemplaner und Technischer Produktdesigner die alte Ausbildung. In der Schweiz lautet die Berufsbezeichnung des Technischen Zeichners Konstrukteur bzw. Elektroplaner. Die Hauptaufgabe von Technischen Zeichnern ist das Erstellen normgerechter Technischer Zeichnungen.

## Ausbildung in Österreich
In Österreich absolvieren Technische Zeichner eine dreieinhalbjährige Lehre in Form einer dualen Ausbildung. Lehrlinge werden somit an der Berufsschule und in Lehrbetrieben ausgebildet. Der inhaltliche Schwerpunkt der Ausbildung liegt auf der Erstellung von detail- und normgenauen technischen Zeichnungen und Plänen. Die Grundlage dafür bilden Konzepte, Ideen- und Werkskizzen, die von Architekten, Ingenieuren oder Konstrukteuren stammen. Sie erlernen das Zeichnen vor allem mit computergestützten Zeichen- und Konstruktionsprogrammen (computer-aided design-, CAD-Systemen).
Die Ausbildung endet mit der Lehrabschlussprüfung. Verwandte Lehrberufe, wie z. B. Bautechnischer Zeichner oder Konstrukteur können mit verkürzter Lehrzeit absolviert werden. Eine bestandene Lehrabschlussprüfung ermöglicht in Österreich auch den Zugang zur Berufsmatura und in Folge zu weiteren Höherqualifizierungen an Kollegs oder Hochschulen.

## Neuordnung der Ausbildung in Deutschland
Mit der neuen Ausbildungsordnung ab 1. August 2011 wurde der Ausbildungsberuf Technischer Zeichner durch den Technischen Systemplaner bzw. Technischen Produktdesigner abgelöst. Beide Berufe werden durch gemeinsame Ausbildungsinhalte von einem Jahr miteinander verbunden.
Die Neuordnung der Berufsbilder bewirkt auch eine Änderung der bisherigen Berufsbezeichnung Technischer Zeichner (Technische Zeichnerin). Es gibt zwei Berufe mit neuen inhaltlichen und strukturellen Schnittstellen.
Im Beruf des Technischen Systemplaners (der Technischen Systemplanerin) sind die wesentlichen Inhalte der „alten“ Fachrichtungen Heizungs-, Klima-, Sanitärtechnik, Stahl- und Metallbautechnik aus dem Ausbildungsberuf des Technischen Zeichners mit einer neuen Fachrichtung Elektrotechnische Systeme zusammengefasst. Im Beruf des „neuen“ Technischen Produktdesigners (der Technischen Produktdesignerin) sind die wesentlichen Inhalte der Fachrichtungen der Maschinen- und Anlagentechnik und der Holztechnik aus dem Ausbildungsberuf des Technischen Zeichners mit dem „alten Beruf“ des Technischen Produktdesigners verbunden.

## Berufsprofil des Technischen Zeichners
- Entwerfen/konstruieren/erstellen von normgerechten Fertigungszeichnungen von Maschinenelementen, Maschinen, Bauwerken, Bauteilen und Baugruppen in Vorderansicht, Draufsicht, Seitenansicht, Unteransicht, Rückansicht, Schnitte, Details, Zusammenstellungen, Stücklisten, isometrischer Ansicht und Perspektiven sowie von Planwerken
- Anfertigen von Modellaufnahmen und Skizzen
- Durchführung von Berechnungen und Auswertungen
- Anwenden von Informationstechnologien wie CAD, Netzwerke, Internet, Intranet, Datenbanken
- Projektorientiertes Arbeiten auf Grundlage von Kenntnissen des Projekt- und Qualitätsmanagements
- Erstellen von facheinschlägigen Dokumentationen
- Archivieren und Sichern von Zeichnungen und den dazugehörigen Dokumenten

## Entwicklung des Berufsbildes in der jüngeren Geschichte
Aufgrund der technischen Entwicklung in den letzten 30 Jahren hat sich das Berufsbild stark gewandelt. Das Zeichnen am Reißbrett wurde fast vollständig vom computer-aided design (CAD) abgelöst. Dadurch verlagerten sich die Anforderungen, die an Technische Zeichner gestellt werden, von manuellen Fertigkeiten zu theoretischen Kenntnissen. Zum einen werden mittels CAD üblicherweise umfangreiche und komplexe Datenbestände erstellt und verknüpft, deren Struktur vom Technischen Zeichner überblickt werden sollte. Zum anderen ist insbesondere die virtuelle Modellierung in 3D, die in einigen Fachrichtungen bereits Standard ist, ohne tiefes Verständnis der konstruktiven Rahmenbedingungen nicht durchführbar.